# هامانه (اشکذر)
هامانه (یزد) روستایی واقع در استان یزد شهرستان اشکذر است که نام آن برگرفته از هامون به معنای دشت می‌باشد و اینکه خانه های این روستا به صورت پلکانی در دامنه کوه قرار دارد و به ماسوله یزد نیز معروف است.
از محصولات این روستا میتوان به گردو و زردآلو و بادام و انواع سیفی جات مثل لوبیا سبز و خیار سبز و بادمجان و.... اشاره کرد.

از چهره های مشهور این روستا میتوان به آقای اسماعیل بقایی هامانه نماینده ایران در سازمان‌های بین‌المللی در ژنو تا تاریخ۱۹ سپتامبر ۲۰۲۲ و پیش از این، عضو تیم مذاكره كننده مذاكرات هسته ای كشورمان با پنج بعلاوه یك و پس از آن، دبیر ستاد اجرای برجام در وزارت امور خارجه بود.
اسماعیل بقایی هامانه همچنین سابقه فعالیت در دفتر نمایندگی دائم جمهوری اسلامی ایران در نیویورك و تجربه عضویت و ریاست كمیته حقوقی (كمیته ششم) مجمع عمومی سازمان ملل را نیز در كارنامه حرفه ای خود دارد نام برد.
و آقای سید کاظم وزیری هامانه (زاده ۱۳۲۴) سیاست‌مدار و مدیر اجرایی ایرانی است، که در دولت نهم در فاصله سال‌های ۱۳۸۴ تا ۱۳۸۶ به‌عنوان وزیر نفت فعالیت می‌کرد. وی در دولت یازدهم از ۱۳۹۲ تا ۱۳۹۶ قائم مقام وزیر نفت بود. وزیری هامانه دانش‌آموخته کارشناسی مهندسی مکانیک از دانشگاه صنعتی امیرکبیر است و فعالیت در صنعت نفت را از سال ۱۳۵۲ در شرکت ملی نفت ایران آغاز کرد. او از ۱۳۷۵ تا ۱۳۷۶ مدیرعامل شرکت ملی پالایش و پخش فرآورده‌های نفتی ایران و معاون وزیر نفت بود از دیگر اشخاص معروف این روستا نام برد.
خلاصه کلام : پرچم بچای هامانه همیشه سر قله هه *_*و اگر خاک هامانه را در دریا بریزید ماهی های آن کوسه می‌شوند.
وتمام.

## جمعیت
بر پایه سرشماری عمومی نفوس و مسکن در سال ۱۳۹۵ جمعیت این مکان ۳۷۷ نفر (۱۲۴خانوار) بوده‌است.